# Grosvenor House

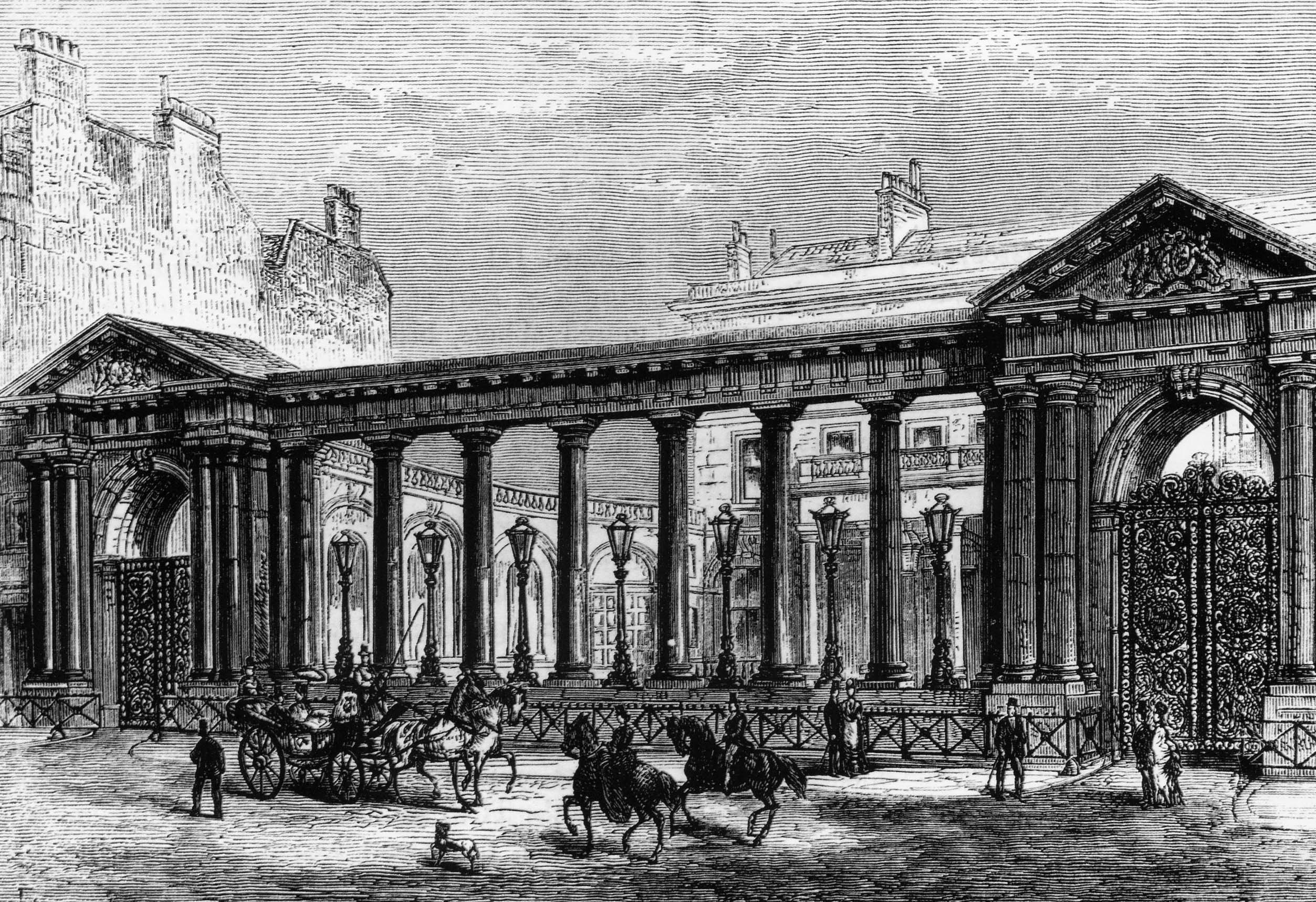
Grosvenor House, Frontfassade an der Upper Grosvenor Street. Die beiden Durchgänge mit Ziergiebeln an den beiden Enden der Fassade finden sich wieder auf dem Dach des Grosvenor House Hotel aus den 1920er-Jahren, das heute an dieser Stelle steht.

Grosvenor House war eines der größten privaten Stadthäuser in der Park Lane in London. In dem Haus lebte die Familie Grosvenor, die Dukes of Westminster, über ein Jahrhundert lang. Ihr ursprüngliches Wohnhaus lag in Millbank, aber, nachdem die Familie ihre Grundstücke in Mayfair bebaut hatte, ließen sie in der Park Lane ein Haus errichten, das ihrem Reichtum, ihrem gesellschaftlichen Status sowie ihrem Einfluss im 19. Jahrhundert entsprach.
Im Ersten Weltkrieg wurde das Haus requiriert und später verkauft und abgerissen. Heute steht das Grosvenor House Hotel an dieser Stelle.

## Geschichte

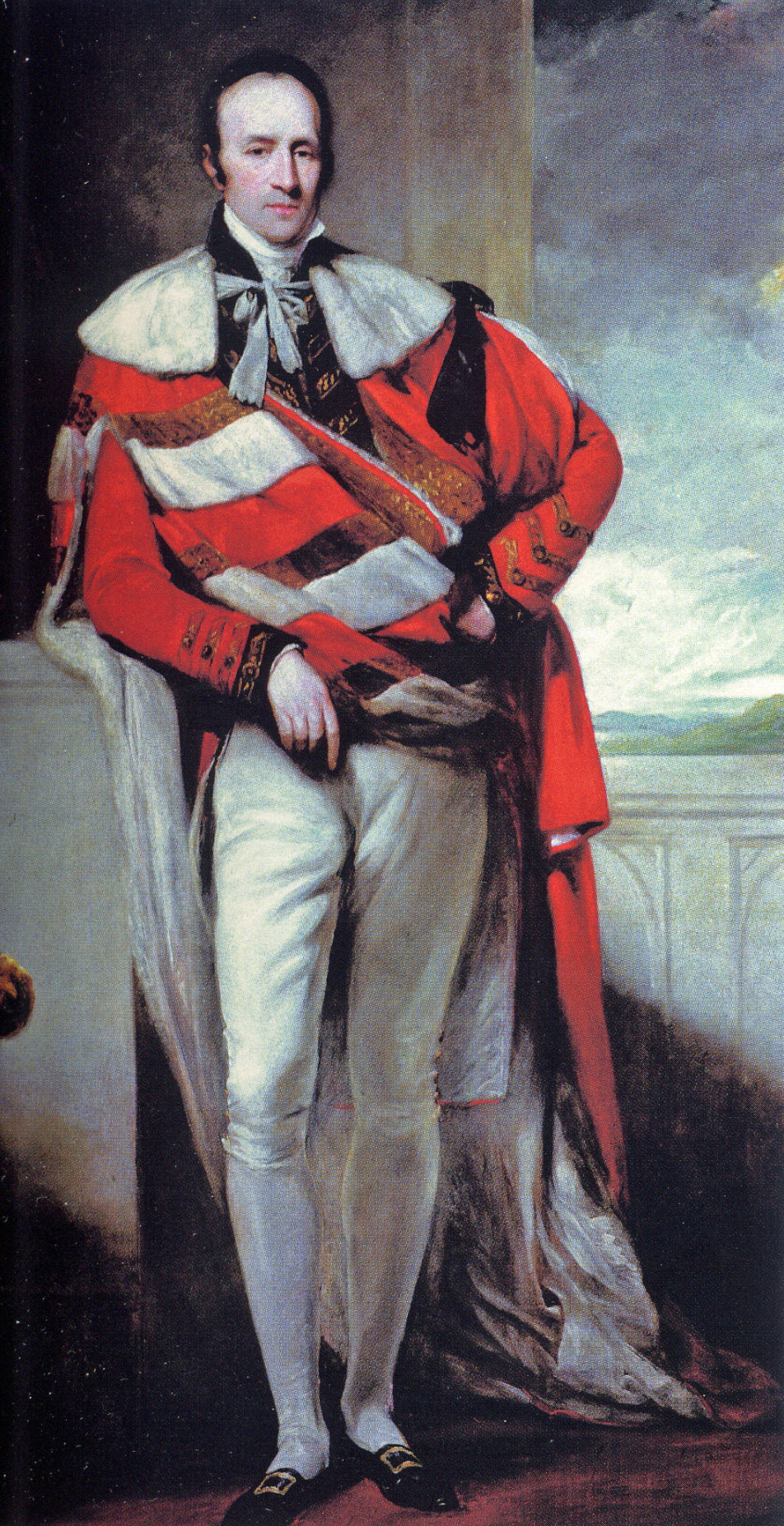
Robert Grosvenor, 1. Marquess of Westminster († 1845), Käufer des Grosvenor House 1805

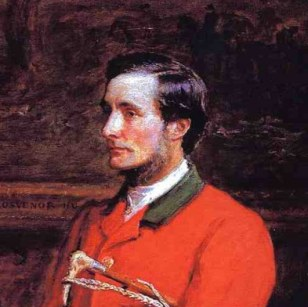
Hugh Grosvenor, 1. Duke of Westminster († 1899), der das Grosvenor House in großem Umfang erweitern ließ

Auf dem Gelände stand ein kleines Haus namens Gloucester House (nach Prinz William Henry, Duke of Gloucester and Edinburgh, dem es gehörte) mit einem Haupteingang von der Upper Grosvenor Street aus. Dieses Haus kaufte Robert Grosvenor, 1. Marquess of Westminster, († 1845) im Jahre 1805 für £ 20.000. Er ließ es für £ 17.000 erweitern und modernisieren. 1821 wurde eine große Gemäldegalerie, 15 Meter lang, im Westen an das Haus angebaut. Dort wurde ein Großteil des Schatzes der Grosvenors untergebracht.
Ein weiterer Anbau wurde 1842 in Form einer 34 Meter langen, klassischen, mit Kolonnaden versehenen Eingangsfassade an der Upper Grosvenor Street hinzugefügt. An jedem Ende befand sich ein Triumphbogen mit Ziergiebeln darüber, die mit dem Wappen der Grosvenors geschmückt waren. Thomas Cundy, der Architekt dieses riesigen Hauses, schlug dann ein größeres Landhaus vor, das die gesamte ‘’Park Street’’ ausgefüllt und eine Länge von 70 Metern gehabt hätte. Aber der 2. Marquess ließ diesen Vorschlag nicht realisieren, da er ihn für zu verschwenderisch hielt.
1870 beauftragte Hugh Grosvenor, 3. Marquess of Westminster, (später der 1. Duke) Henry Clutton mit dem Anbau einer Vorhalle im Norden des Hauses und ließ viele der Paraderäume umgestalten. 1889 wurde das Haus als eines der ersten Gebäude in London elektrifiziert.

### Abriss
Das Haus war bis zum Ersten Weltkrieg in Besitz der Grosvenors, dann requirierte es die Regierung. Nach dem Krieg beschloss die Familie, dass es zu verschwenderisch wäre, es zu unterhalten, und verkaufte es. Das Haus wurde abgerissen und an seiner Stelle das Grosvenor House Hotel errichtet. Dieses Hotel war das erste Marriott International Hotel im Vereinigten Königreich.
Das Grosvenor House Hotel, in dem einige von Londons großartigsten Preisverleihungen stattfinden, wurde im Dezember 2010 für £ 470 Mio. an das indische Sahara-Konglomerat verkauft. Der neue Eigentümer, Sahara India Pariwar, ließ verlauten, er möchte das Hotel zusammen mit Marriott International führen.

## Kunstsammlungen
Man erzählt sich, dass das Haus einst eine der schönsten Kunstsammlungen der Welt enthielt, z. B. Gemälde von Thomas Gainsborough, Diego Velázquez und anderen alten Meistern. Einige dieser Kunstwerke wurden zwischen den Kriegen verkauft, aber die meisten sind heute noch in den anderen Häusern der Familie Grosvenor, namentlich in ihrem Landsitz Eaton Hall in Cheshire.